# Kościół św. Michała Archanioła w Piotrkowicach
Kościół św. Michała Archanioła – zabytkowy rzymskokatolicki kościół, znajdujący się w Piotrkowicach, w województwie małopolskim, w powiecie tarnowskim, w gminie Tuchów.

## Historia
Poprzedni kościółek murowano-drewniany stał do 1900 roku . Fundatorami nowego kościoła byli: Konstancja z Zamojskich Sanguszkowa, Stefania Jabłonowska, oraz Karol i Maria Berk . Budynek został wybudowany w latach 1905–1907, według projektu Jana Sas-Zubrzyckiego z 1902 roku. Kościół poświęcono 29 września 1909 roku .
W 1986 kościół został wpisany do rejestru zabytków nieruchomych ówczesnego województwa tarnowskiego (nr rejestru A-282 z dnia 26 czerwca 1986 roku).

## Architektura
Budynek murowany z cegły, trójnawowy, z transeptem, prezbiterium węższe od korpusu, zamknięte jest trójboczną apsydą. Lewa nawa zakończona jest kaplicą przylegającą do prezbiterium. Budynek oszkarpowany. Kamień użyto w konstrukcji portalu w kruchcie, obramieniach drzwi, oraz daszkach przypór. Wieża zbudowana na planie kwadratu nakryta ośmiopołaciowym dachem. Nad transeptem znajduje się sygnaturka. Wnętrze nakryte sklepieniami gwiaździstymi, oraz krzyżowo-żebrowymi .

## Wystrój i wyposażenie
Wyposażenie jednolite neogotyckie, wykonane głównie według projektu Jana Sas-Zubrzyckiego przez stolarza Stanisława Brudnego .
- Ołtarz główny[6] z obrazem MB Nieustającej Pomocy;
- ołtarz boczny[6];
- kazalnica[6];
- balustrada[6];
- chrzcielnica z 1931 roku[7] ;
- obraz św. Michała Archanioła, barokowy z 1732 roku, malowany przez Piotra Stawskiego[7] ;
- organy 14-głosowe wykonał Rudolf Haase ze Lwowa[7] .

Polichromie ścian malował w latach 1942–1943 Jan Wodyński i Alojzy Majcher, według projektu Józefa Edwarda Dutkiewicza .